# Назирпур
Назирпур (бенг. নাজিরপুর, англ. Nazirpur) — город на юге Бангладеш, административный центр одноимённого подокруга. Площадь города равна 3,33 км². По данным переписи 2001 года, в городе проживало 2974 человека, из которых мужчины составляли 53,90 %, женщины — соответственно 46,10 %. Уровень грамотности населения составлял 55,8 % (при среднем по Бангладеш показателе 43,1 %). 